# Katarina Vuković
Katarina Vuković (fallecida hacia 1401), del linaje noble medieval bosnio  de Hrvatinić, fue la segunda esposa del gran duque de Bosnia, Sandalj Hranić.

## Biografía
Katarina era hija del ban de Croacia Vuk Vukčić, de la familia noble bosnia de Hrvatinić. Su tío era el famoso Gran Duque de Bosnia Hrvoje Vukčić Hrvatinić. Su madre era banesa Anka, y su hermana era Jelena, casada con el hermano de Sandalj, el knez Vuk Hranić.
Katarina se casó con Sandalj Hranić en la primavera de 1405, cuando su hermana Jelena se casó con Vuk Hranić. El matrimonio se produjo como resultado de los vínculos políticos entre las familias nobles Hrvatinić y Kosača. Katarina, su madre Anka y Sandalj conservaron sus propiedades en un depósito en Dubrovnik. El matrimonio entre Katarina y Sandalj se rompió en 1410-1411, cuando las buenas relaciones entre los Hrvatinić y los Kosača empeoraron.